# アルバート・クルーズ
アルバート・クルーズ（Albert Hanlin Crews, Jr.、1929年3月23日 - 2025年6月7日）は、アメリカ空軍の大佐、軍所属の宇宙飛行士である。アーカンソー州エルドラドで生まれた。既婚で3人の子供がいる。
1950年にルイジアナ大学ラファイエット校で化学工学の学士号、1959年に空軍工科大学で航空工学の修士号を取得した。

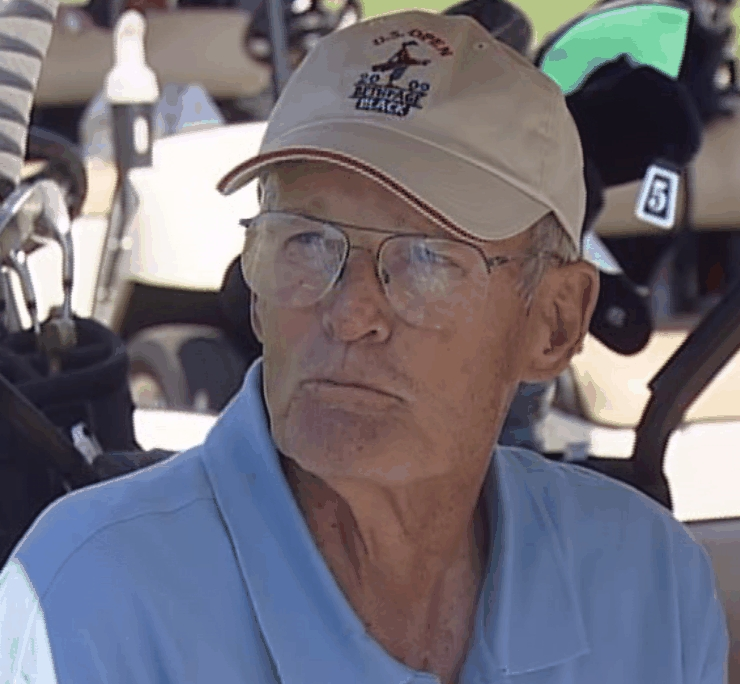
2009年、サンディエゴ

1962年4月20日に、X-20を用いたダイナソア計画の宇宙飛行士に選ばれ、9月20日にパイロットの候補と成った。ダイナソア計画は1963年に中止された。1965年11月12日には、有人軌道実験室の最初のグループに選ばれたが、1969年6月にこの計画が中止になるとアメリカ航空宇宙局のジョンソン宇宙センターに移籍した。NASAのパイロットとなり、65歳で退職するまで、スーパーグッピーやB-57等を操縦した。
2025年6月7日死去。96歳没。